# أشدلق (غويجة بل)
أشدلق (بالفارسية: اشدلق) هي منطقة سكنية تقع في إيران في قسم غويجة بل الریفي. يقدر عدد سكانها بـ 29 نسمة .